# ألفار نونييث كابيثا دي فاكا
ألفار نونييث كابيثا دي فاكا (بالإسبانية: Álvar Núñez Cabeza de Vaca، ولد في 5 أكتوبر 1507، شريش، قادس، إسبانيا - توفي في 29 مايو 1559، إشبيلية، إسبانيا) مستكشف إسباني كان أحد أربعة بقوا من رحلة استمرت ثماني سنوات من فلوريدا وحتى نيو مكسيكو وروى عن ثروة عظيمة بحث عنها الكثيرون مثل دي سوتو وكورونادو وفقد الكثيرون حياتهم فيها.
كان مدفعيا في حملة أسبانية من 400 رجل بقيادة بانفيلو دي نارفاييث ووصلوا إلى تامبا في فلوريدا في عام 1528. وفي سبتمبر من ذلك العام مات كل من معه باستثنائه هو و60 رجلاً، وكان نارفاييث من بين الموتى، فتولى دي فاكا قيادة البعثة، ثم ذهبوا إلى تكساس ووصلوا عند غالفستون الحالية ولم يبقى منهم إلا 15 عند قدوم الربيع ثم بقي في السنة اللاحقة مع ثلاثة آخرين، فأمضى هو ورجاله هذه الفترة مع قبيلة هندية من الرحل وكان معه دورانتيس وكاستيلو وإستيفانيكو.
تقابل دي فاكا في النهاية مع فرقة إسبانية في المكسيك، وكان معدما وبحالة مزرية ألا انه كان يختفظ بقصص كثيرة حول المدن الذهبية السبعة الموجودة في المناطق التي مر بها ووضع كتاباً اسماه حطام السفينة (بالإسبانية: Naufragia) عن رحلاته عام 1542 م وعين حاكماً لإقليم ريو دي لا بلاتا من نوفمبر 1541 م إلى مارس 1542 م حيث أقام طريقاً من سانتوس إلى أسونسيون ورويت قصة أنه عندما وصل من قادش إلى سانتا كاترينا قرب البرازيل في نهاية مارس 1541 م ترك سفنه تتابع إلى بوينوس أيرس وانطلق من سانتوس في نوفمبر 1541 م وذهب مع 150 رجلاً ليجد طريقاً برياً إلى أسنسيون ليساعد الناس هناك، وقد نجح في التعامل مع الهنود إما بالحروب أو الدبلوماسية، ثم أخذ السلطة من متمرد يدعى دومينغو مارتينيز دي إيرالا، لكن إيرالا سجنه وأرسله لإسبانيا عام 1545 م حيث أدين بالإقدام على عمل محظور ونفي إلى إفريقيا من قبل مجلس الهند الغربية لثمان سنوات، ثم استدعي بعد نحو سنة وعين في القضاء في إشبيلية حيث مات هناك في فترة لا تتجاوز سنة 1564 م.
كتابه (بالإسبانية: La Relacion De Commentaries) لا ريلاسيون دي كومنتاريوس عام 1555 م وهو كتاب مهم يصف رحلته من سانتوس إلى أسونثيون

## عائلة
وُلِد ألفار نونيز كابيزا دي فاكا حوالي عام 1490 في مدينة خيريز دي لا فرونتيرا الأندلسية، قادس. كان والده فرانسيسكو دي فيرا من الهيدالغو، وهي رتبة من النبلاء الإسبان الصغار. كانت والدته تيريزا كابيزا دي فاكا، وهي أيضًا من عائلة هيدالغو. سُمي على اسم جد والدته الأكبر، ألفار نونيز كابيزا دي فاكا، لكن التأثير الحقيقي في حياته كان من جده لأبيه، بيدرو دي فيرا.

## صور

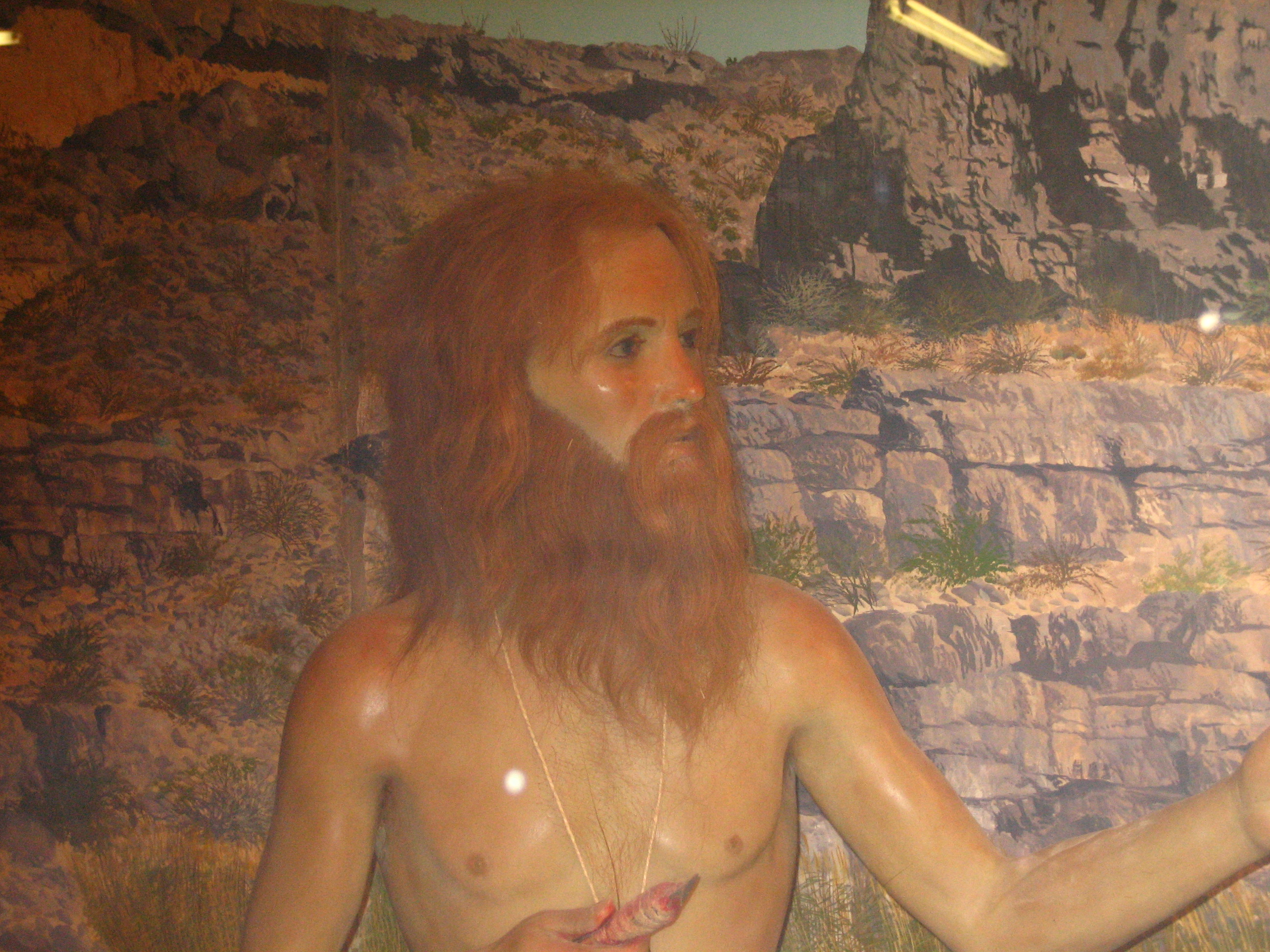
تمثال كابيزا دي فاكا في متحف وايتهيد في ديل ريو، تكساس
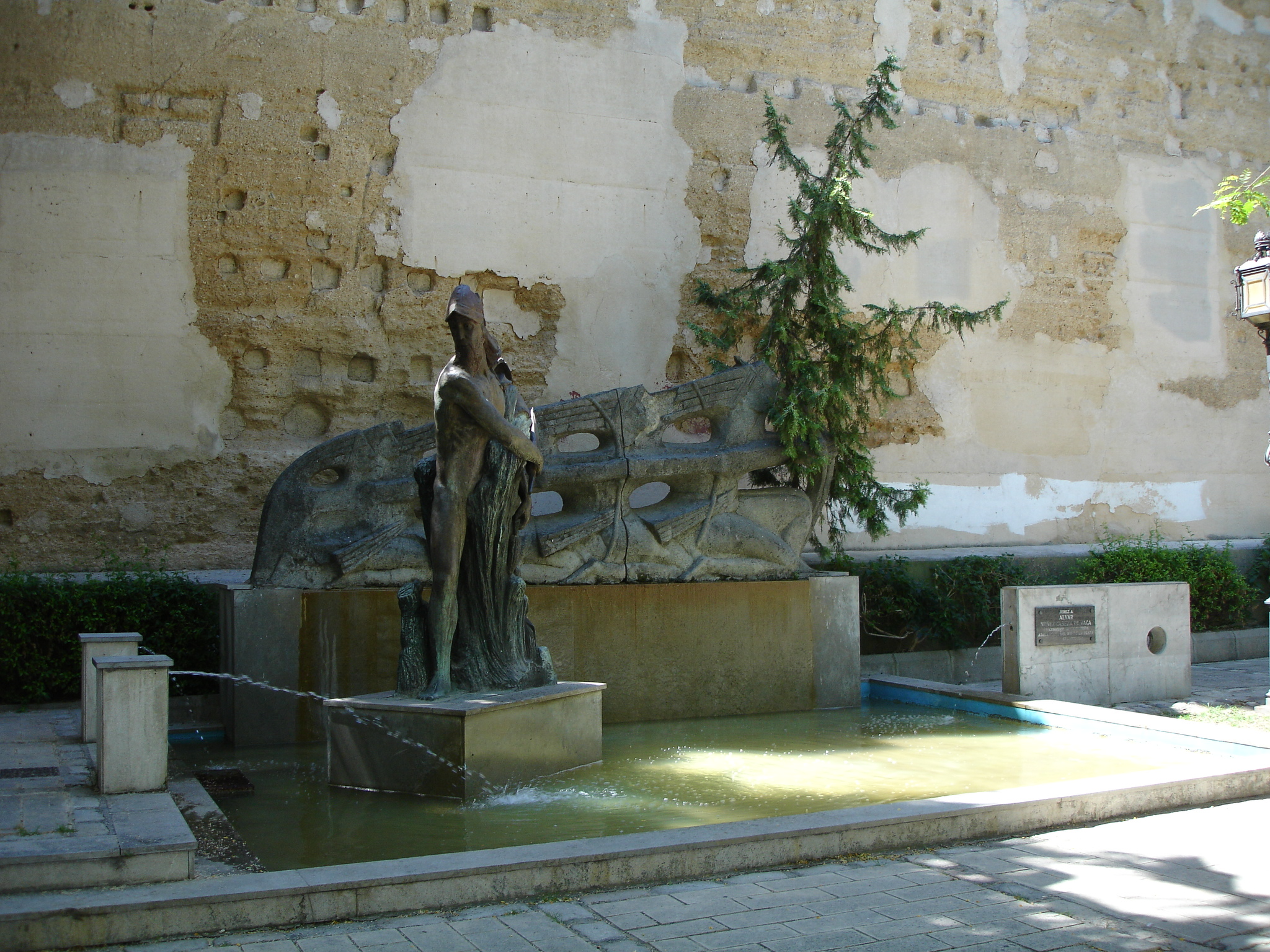
تمثال دي فاكا في شريش
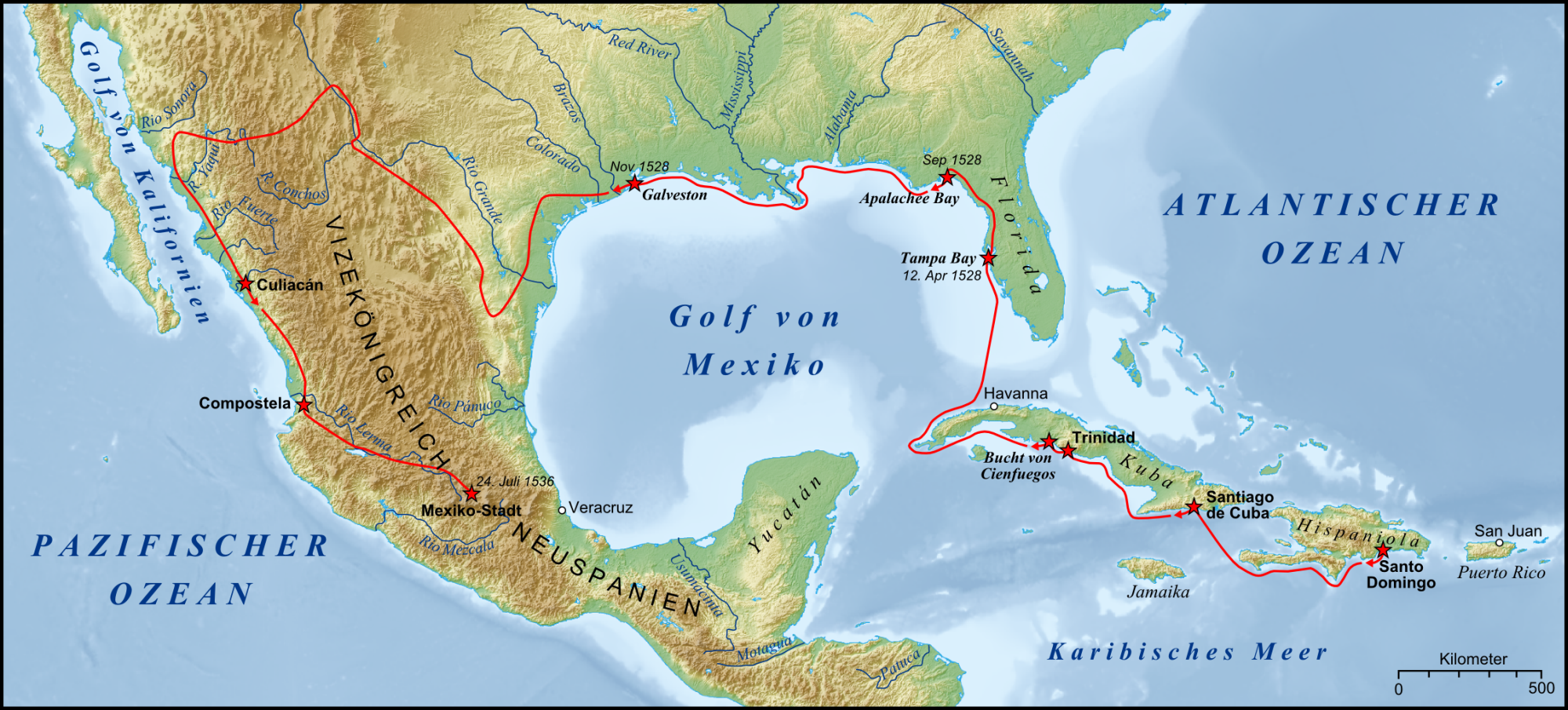
خريطة توضح مسار حملة دي فاكا

## روابط خارجية
- ألفار نونييث كابيثا دي فاكا على موقع IMDb (الإنجليزية)
- ألفار نونييث كابيثا دي فاكا على موقع الموسوعة البريطانية (الإنجليزية)
- ألفار نونييث كابيثا دي فاكا على موقع قاعدة بيانات الفيلم (الإنجليزية)